# Музей Пола Тейтара ван Ельфе
Музей Пола Тейтара ван Ельфе — музей мистецтва у Делфті за адресою Koornmarkt 67. Музей розташований у колишньому будинку художника і колекціонера Пола Тейтара ван Ельфе, котрий заповів його разом з колекцією муніципалітету міста Делфт.
Будинок музею був збудований незабаром після великої пожежі Делфта у 1536 році. Він розташовується на березі каналу Ньюве Делфт. З часом він неодноразово реконструйовувася. 7 січня 1864 року його придбав для родинної резиденції Пол Тейтар ван Ельфе, живописець голландської академії, пристрастний колекціонер живопису та кераміки, переписувач та професор малюнку Політехнічної школи Делфта, попередниці нинішнього Делфтського технічного університету (ТУ Делфт).
На додаток до власних робіт (історичний живопис, портрети та копії картин давніх мистців) у своєму будинку він зібрав велику колекцію старожитностей, картин сучасників, меблів, костюмів, зброї, предметів мистецтва, китайської та делфтської (нід. Delft Blue ) порцеляни.
Тейтар ван Ельфе заповів заповів свою колекцію та будинок муніципалітету Делфта за умови, що вони після його смерті (1896 р.) та смерті його дружини будуть використовуватися як музей його імені. Його друга дружина, Мехеліна ван Дюрен, померла в 1926 році. І вже в 1927 році музей Пола Тейтара ван Ельфе зміг відкрити свої двері для громадськості після ґрунтовної підготовки його інтер'єру.
Музей зберігає один із найкраще збережених інтер'єрів у Нідерландах, який відтворює автентичне враження про смак і спосіб життя заможної інтелігенції в XIX столітті. Щороку він приймає до 7000 відвідувачів.
Музей пропонує навчальні екскурсії та освітні заходи, такі як лекції та майстер-класи, для студентських груп, які є безкоштовними для дітей до 18 років. У його кімнатах також часто відбуваються різноманітні культурні заходи, такі як тимчасові виставки або музичні концерти.
1967 року музей був визнаний національною пам'яткою Нідерландів.

## Галерея

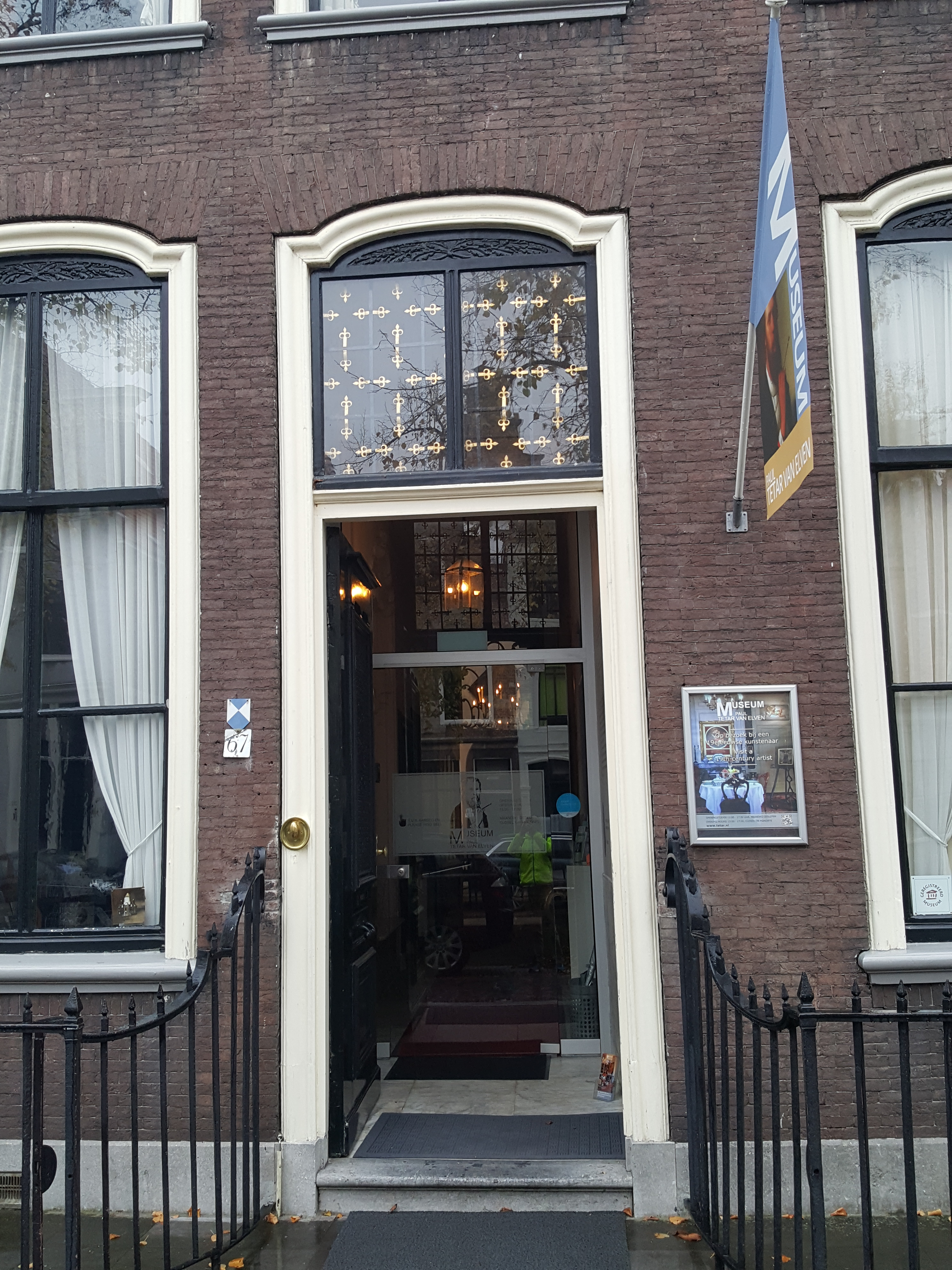
Вхід
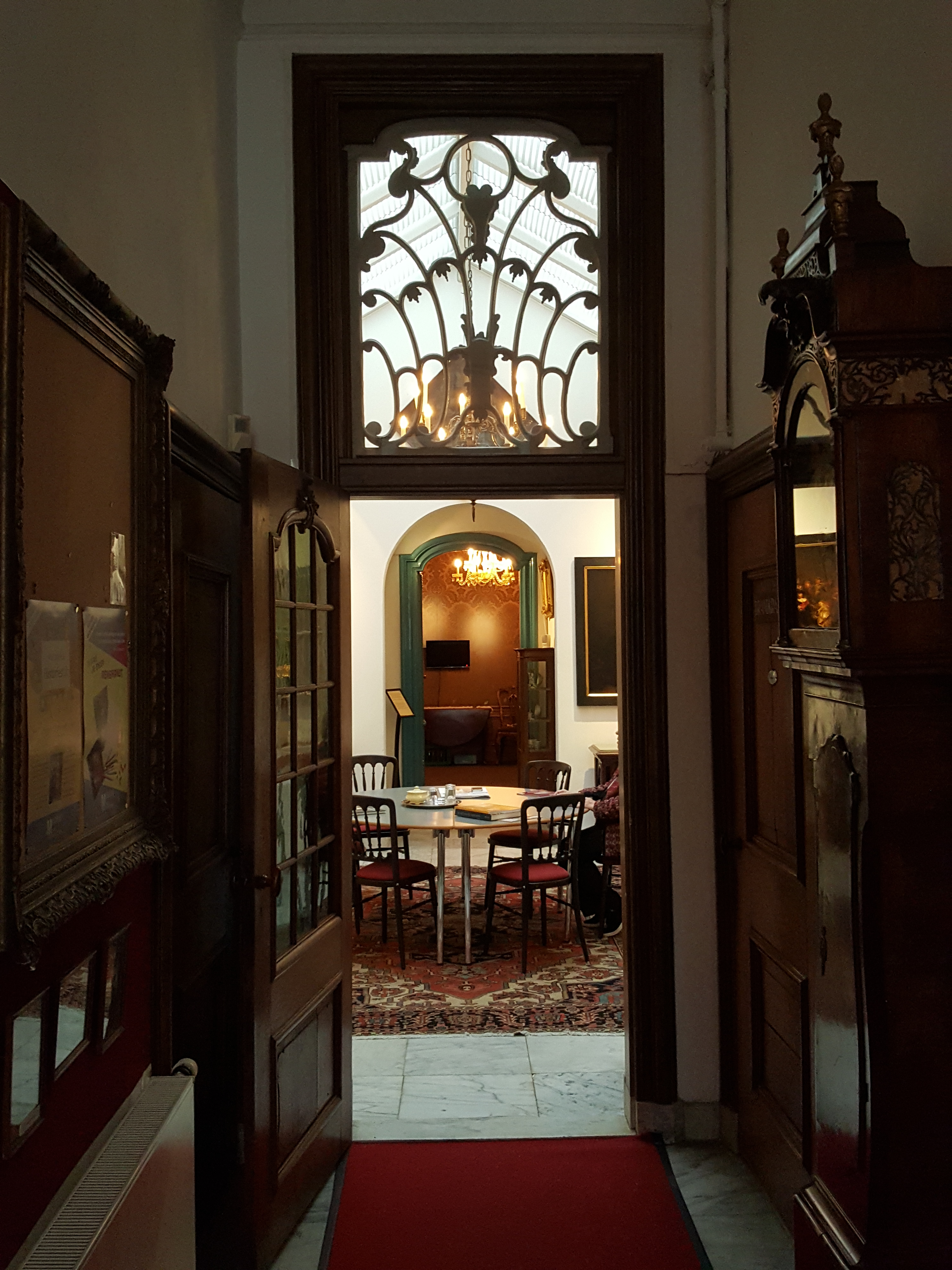
Зал першого поверху
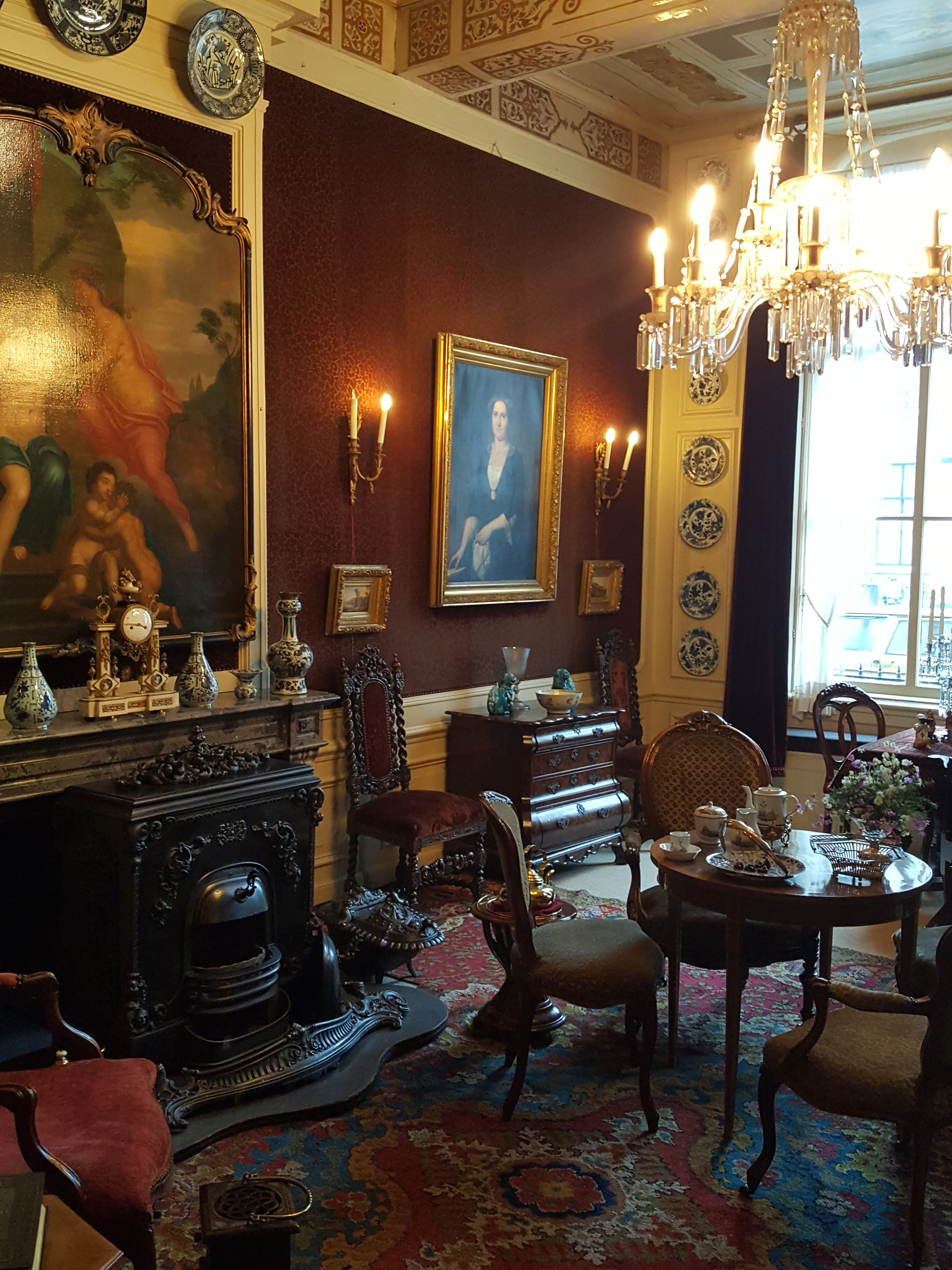
Салон
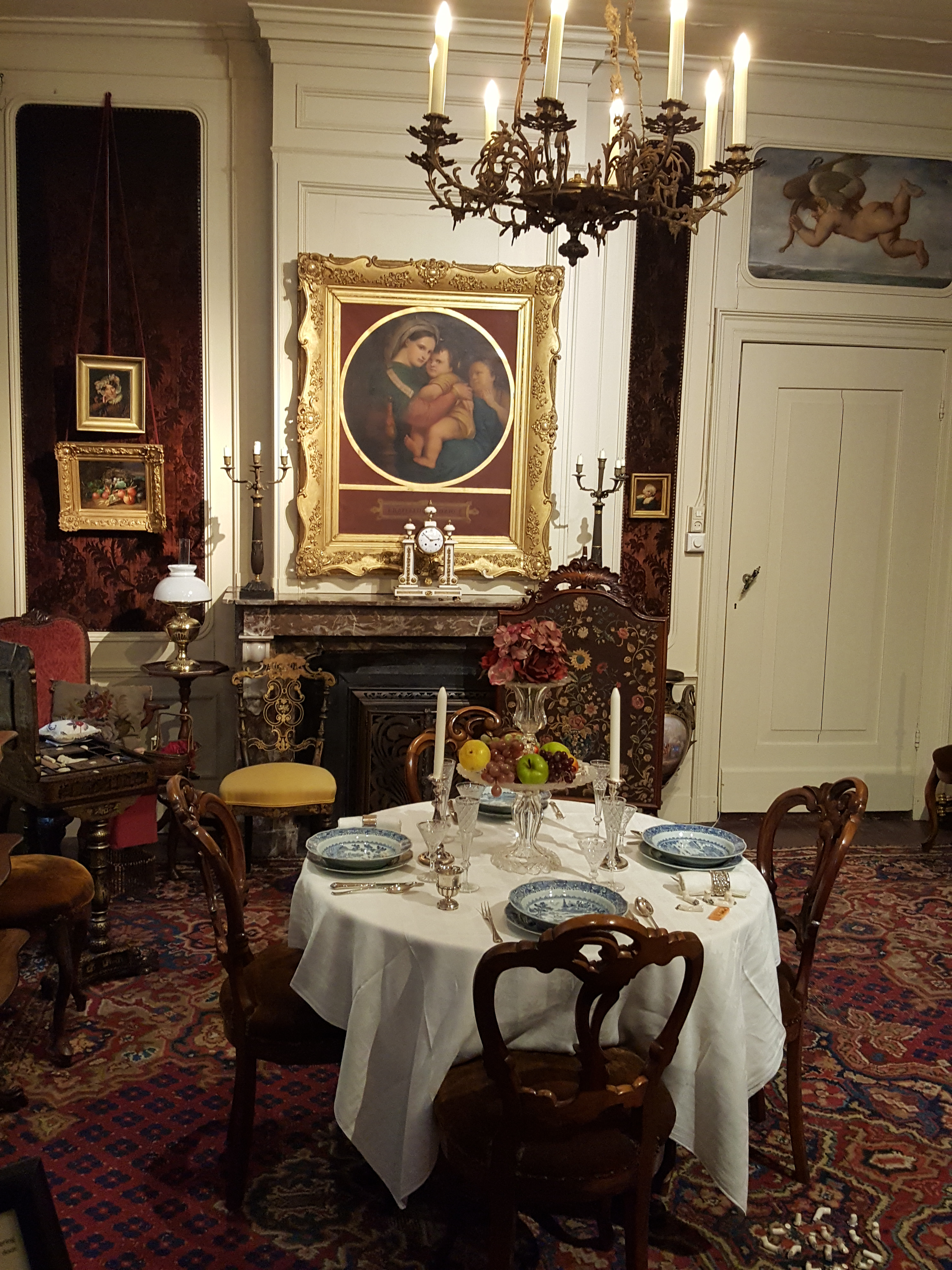
Їдальня
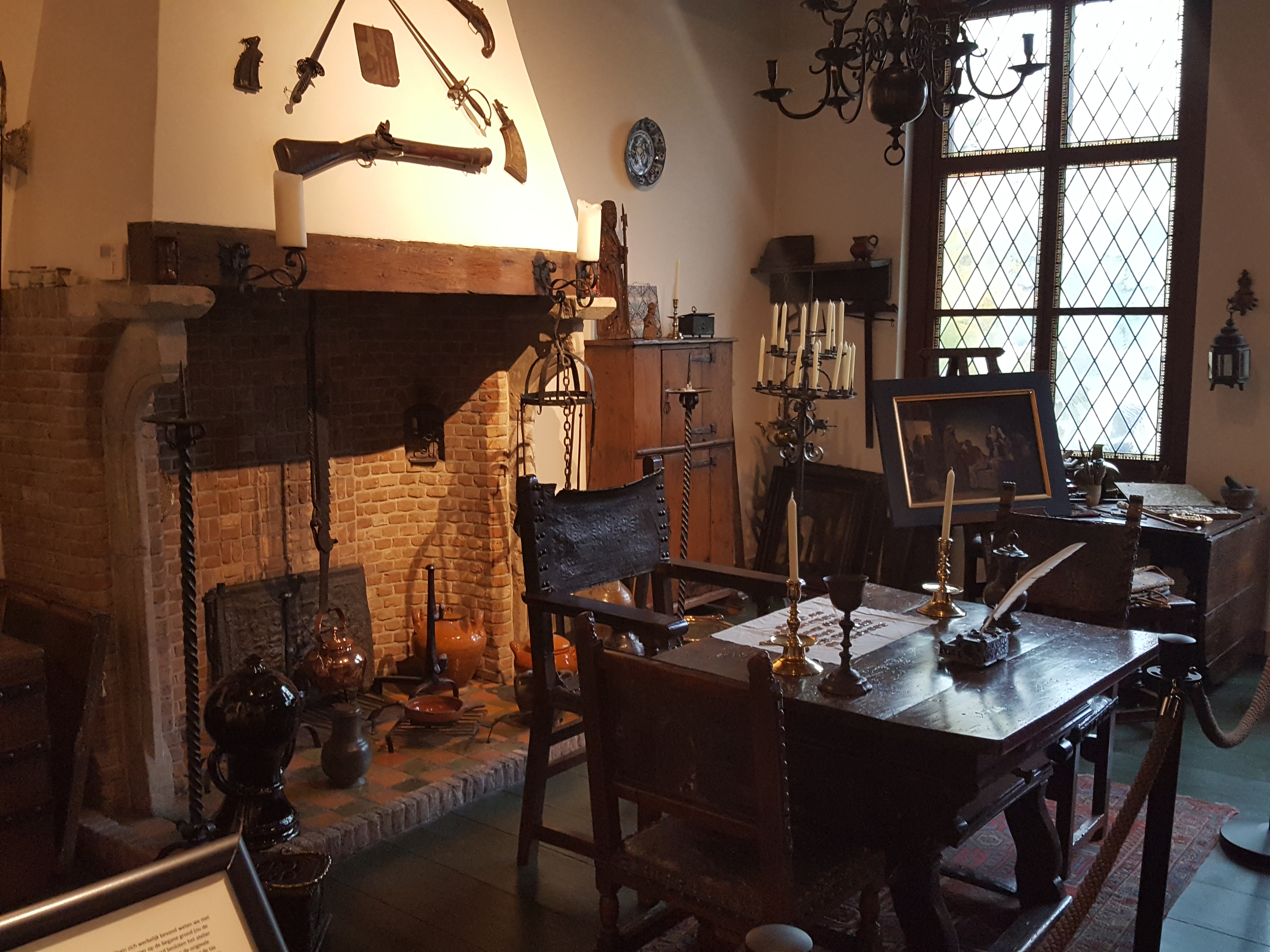
Студія
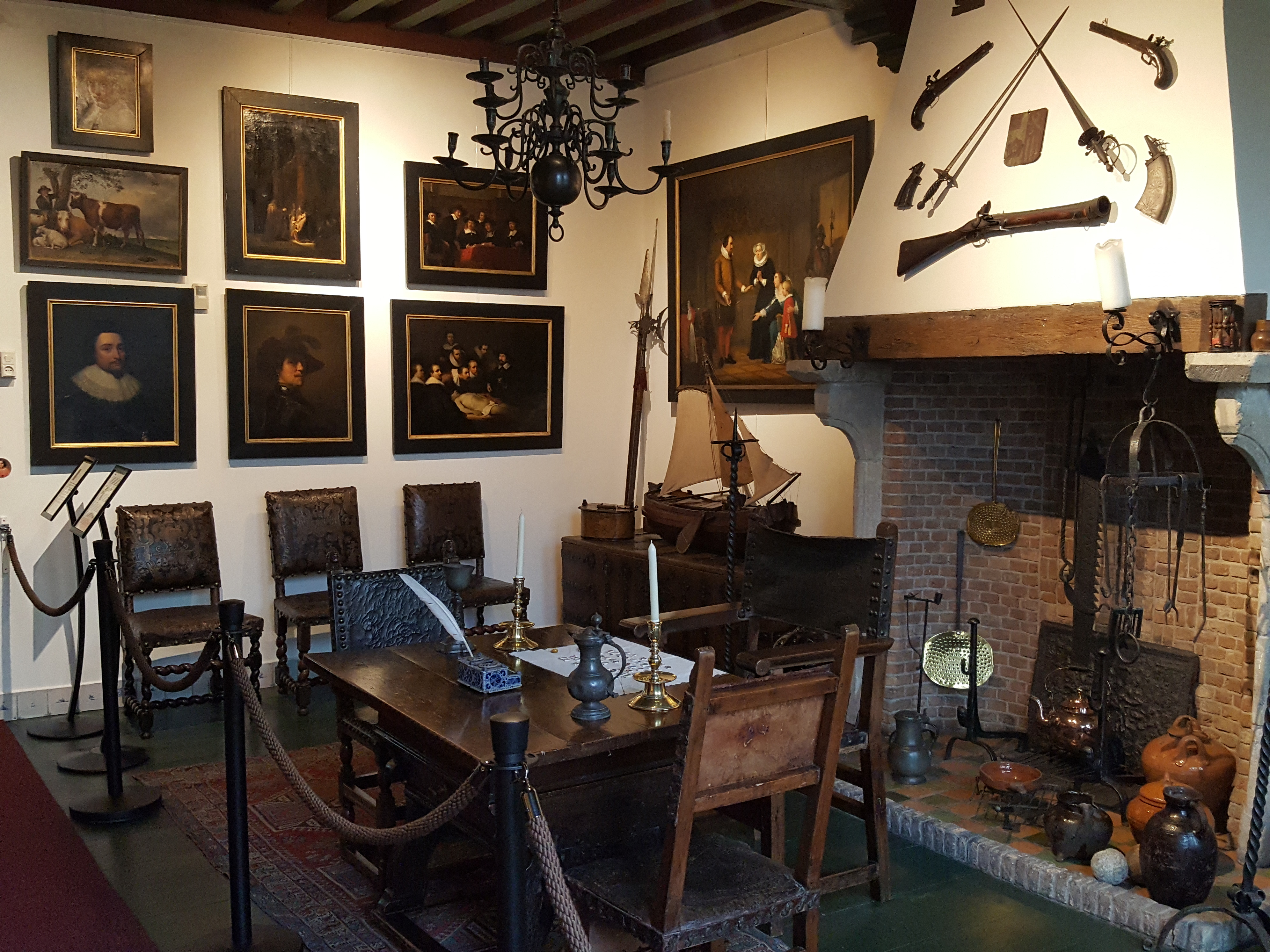
Студія, копії нідерландських художників
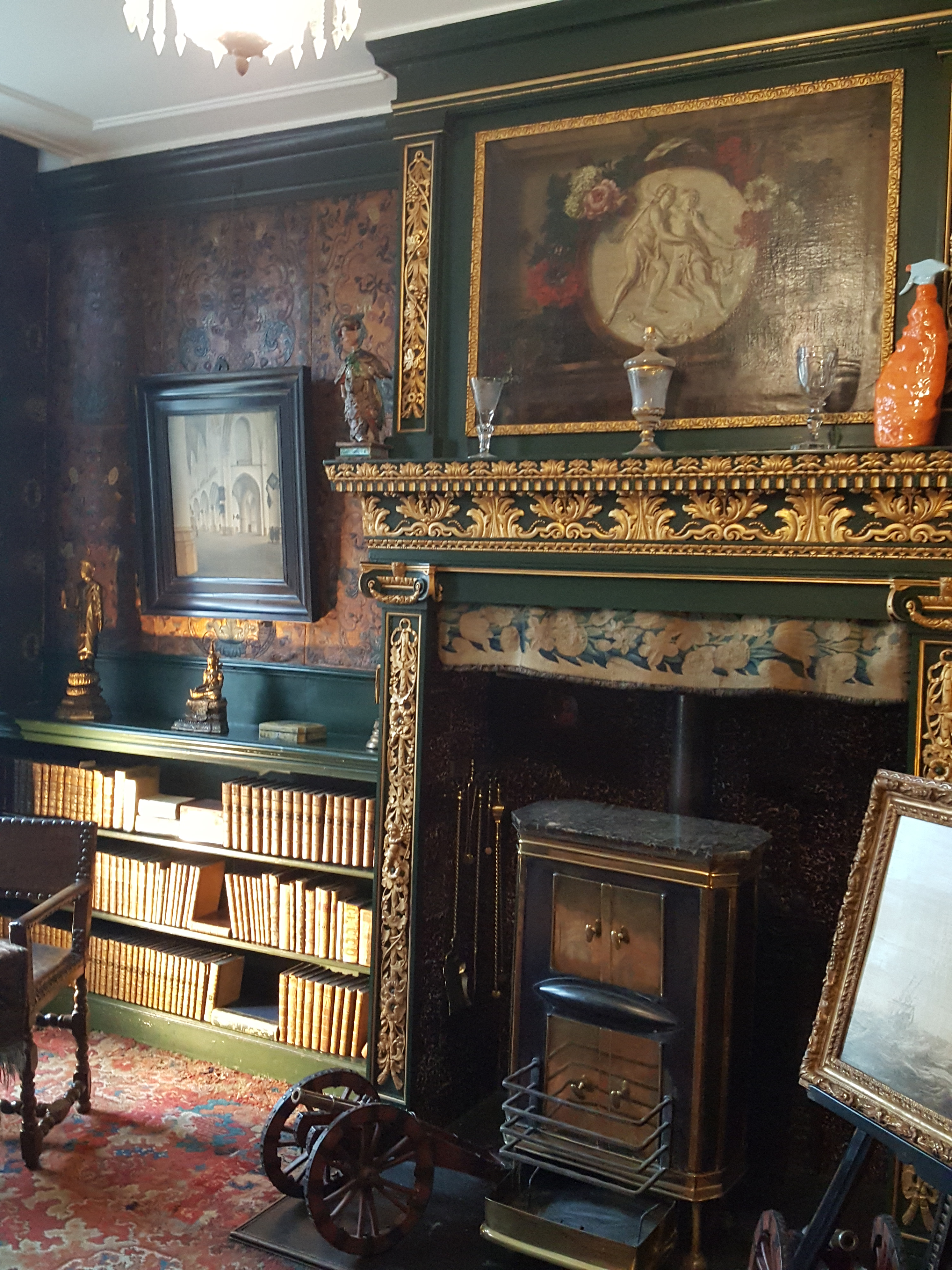
Бібліотека
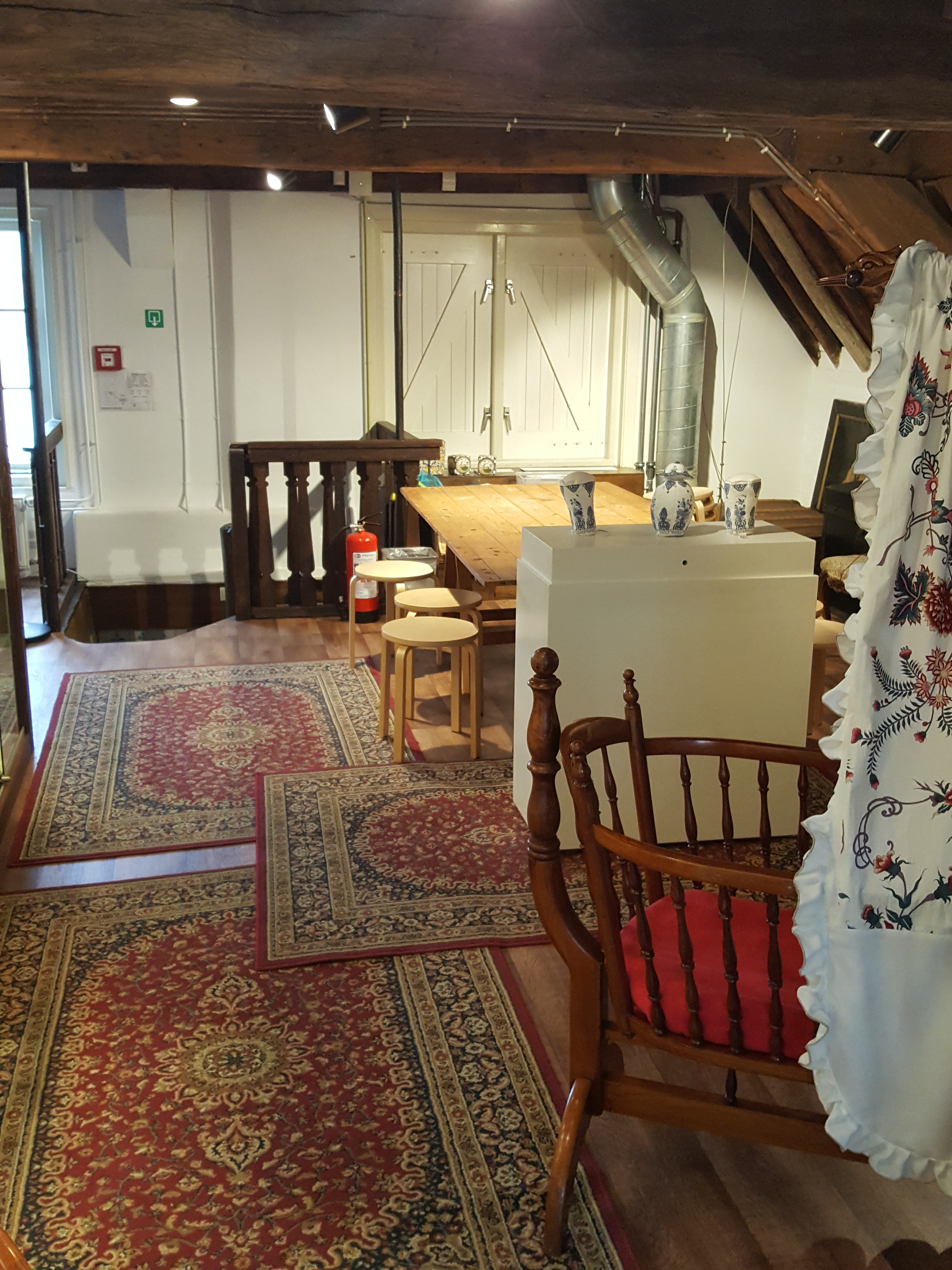
Мансарда
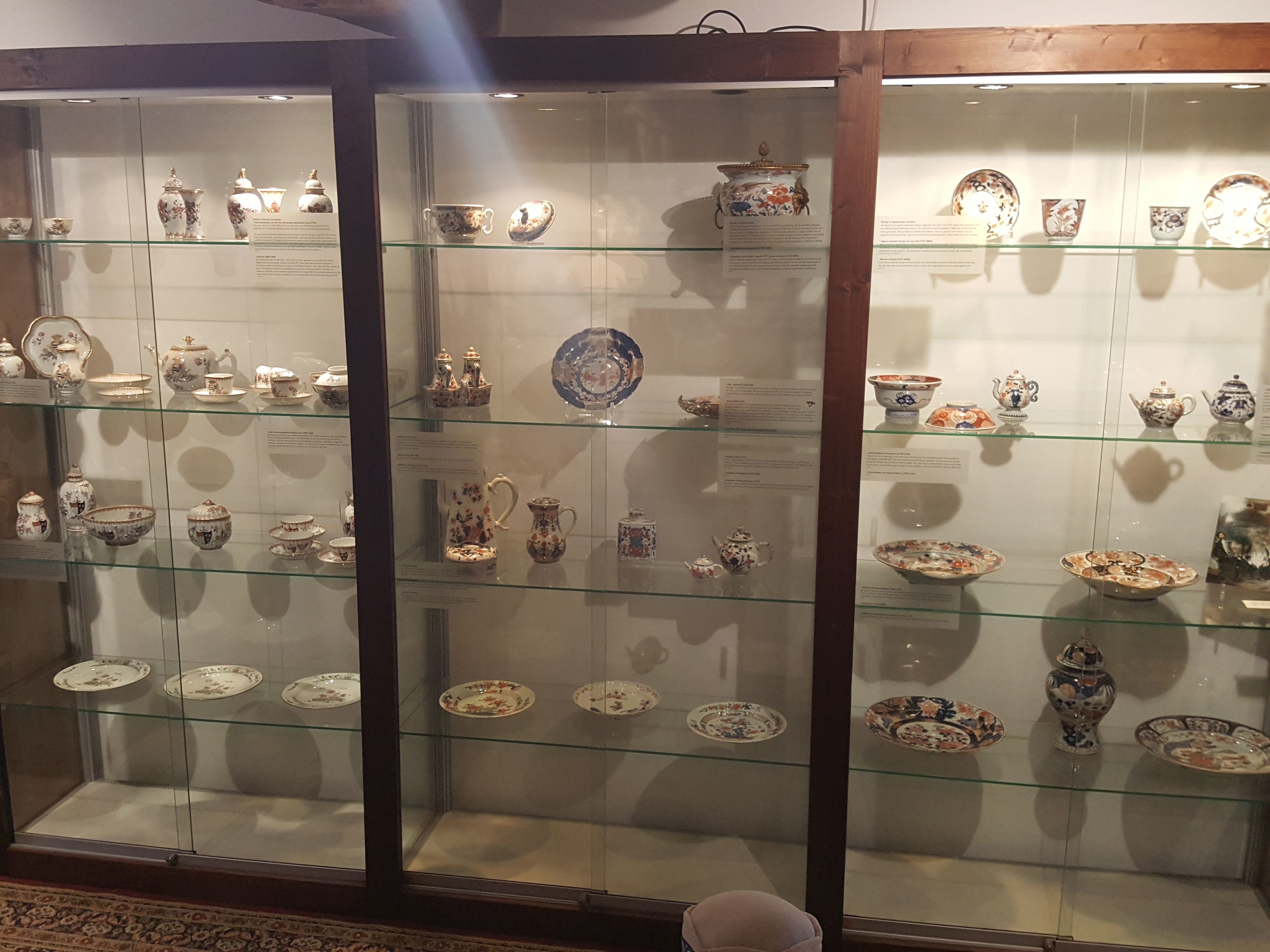
Мансарда, порцеляна